# Michael Trevino
Michael Anthony Trevino (sinh ngày 25 tháng 1 năm 1985) là một diễn viên Mỹ. Anh được biết đến nhờ vai diễn Tyler Lockwood trong loạt phim của The CW The Vampire Diaries.
Trevino đã lớn lên ở Montebello, California và sau đó chuyển đến Valencia, California. Mẹ của ông là có gốc từ Zacatecas, Mexico và cha của ông sinh ra tại Fresno, California trong gia đình người nhập cư Mexico
.